# C/2006 A1 (Pojmański)

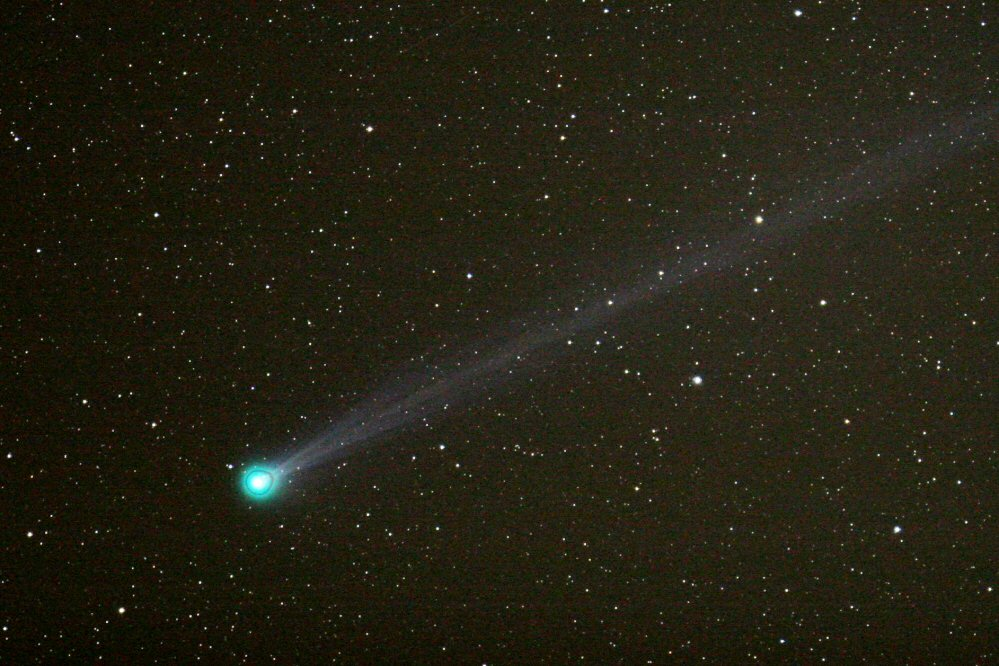
La comète Pojmański en 2006.

C/2006 A1 (Pojmański) est une comète non périodique découverte par Grzegorz Pojmański le 2 janvier 2006 à l'Observatoire astronomique de l'Université de Varsovie en utilisant l'observatoire de Las Campanas, au Chili, dans le cadre du projet polonais All Sky Automated Survey (en) (ASAS). Kazimieras Černis, de l'Institut de physique théorique et d'astronomie de Vilnius, en Lituanie, localisa la comète la même nuit avant l'annonce de la découverte par Pojmański, grâce à des images prises en ultraviolet quelques jours plus tôt à l'aide de l'instrument d'observation SWAN à bord du satellite SoHO. Une image de pré-découverte fut plus tard trouvée, image qui datait du 29 décembre 2005.
Au moment de sa découverte, la comète était à près de 181 millions de kilomètres du soleil. Des éléments orbitaux indiquent que le 22 février 2006, la comète atteignit la périapside à une distance de 83 millions de kilomètres (près de la moitié de la distance moyenne entre la Terre et le soleil).
La comète se dirigeait vers le Nord dans le ciel, et devint plus lumineuse au début du mois de mars. La comète a atteint la limite de la visibilité à l'œil nu à environ magnitude 5 et était visible plus facilement avec un télescope ou des jumelles. On pouvait la voir à l'aurore dans la constellation du Capricorne, près de l'horizon dans l'hémisphère Nord, et à la fin de février, mais les conditions de visibilités étaient meilleur dans l'hémisphère Nord car la comète quitta le Sud du ciel et continua au Nord.
Début mars, la comète fut localisée dans la constellation de l'Aigle et, le 7 mars, elle fut localisée dans la constellation du Dauphin.
La comète brilla plus que ce qui avait été initialement estimé, peut-être par excès de prudence des astronomes[pas clair]. Il était auparavant[Quand ?] pensé[Par qui ?] que la comète atteindrait un maximum de 6,5 de magnitude, et devint par la suite plus brillante[Combien ?].
La comète arborait durant ses apparitions une queue de 3 à 7 degrés (6 à 14 fois plus grande que le diamètre apparent de la Lune) et sa coma était de 10 secondes d'arc.